# Pantana dispar
Pantana dispar är en fjärilsart som beskrevs av Walker 1855. Pantana dispar ingår i släktet Pantana och familjen tofsspinnare. Inga underarter finns listade i Catalogue of Life.